# Campionatul Mondial de Fotbal 2018 Grupa E
Grupa E de la Campionatul Mondial de Fotbal 2018 a avut loc în perioada 17-27 iunie 2018. Grupa a constat din Brazilia, Elveția, Costa Rica și Serbia. Clasate pe primele două locuri, Brazilia și Elveția au avansat în runda optimilor.

### Echipe
| Poziția tragerii | Echipa     | Bol | Confederația | Metoda calificării                  | Data calificării  | Apariții în turneul final | Ultima apariție               | Cea mai bună performanță                   | Clasamentul FIFA | Clasamentul FIFA |
| Poziția tragerii | Echipa     | Bol | Confederația | Metoda calificării                  | Data calificării  | Apariții în turneul final | Ultima apariție               | Cea mai bună performanță                   | octombrie 2017   | iunie 2018       |
| ---------------- | ---------- | --- | ------------ | ----------------------------------- | ----------------- | ------------------------- | ----------------------------- | ------------------------------------------ | ---------------- | ---------------- |
| E1               | Brazilia   | 1   | CONMEBOL     | Câștigători CONMEBOL Round Robin    | 28 martie 2017    | 21                        | 2014 (Locul 4)                | Câștigători (1958, 1962, 1970, 1994, 2002) | 2                | 2                |
| E2               | Elveția    | 2   | UEFA         | Câștigători UEFA Runda secundă      | 12 noiembrie 2017 | 11                        | 2014 (Runda șaisprezecimilor) | (1934, 1938, 1954)                         | 11               | 6                |
| E3               | Costa Rica | 3   | CONCACAF     | Câștigători CONCACAF A cincea rundă | 7 octombrie 2017  | 5                         | 2014 (Sferturi de finală)     | Sferturi de finală (2014)                  | 22               | 23               |
| E4               | Serbia     | 4   | UEFA         | Câștigătorii UEFA Grupa D           | 9 octombrie 2017  | 12                        | 2010 (Faza grupelor)          | (Locul 4) (1930, 1962)                     | 38               | 34               |

Note
1. ↑  Clasamentul din octombrie 2017 a fost folosit pentru tragerea la sorți.
2. ↑  Aceasta este a doua apariție a Serbiei la Cupa Mondială FIFA. In orice caz, FIFA consideră Serbia ca fiind echipa succesoare a  Iugoslavia, care sa calificat în 8 ocazii, și Serbia și Muntenegru, care sa calificat 2 ori.
3. ↑  Cel mai bun rezultat al Serbiei este etapa de grup de la 2010. In orice caz, FIFA consideră Serbia ca fiind echipa succesoare a  Iugoslavia.

## Clasament
| Loc | Echipa         | MJ | V | E | Î | GM | GP | DG | Pct | Calificare                      |
| --- | -------------- | -- | - | - | - | -- | -- | -- | --- | ------------------------------- |
| 1   | Brazilia (A)   | 3  | 2 | 1 | 0 | 5  | 1  | +4 | 7   | Avansează în Runda eliminatorie |
| 2   | Elveția (A)    | 3  | 1 | 2 | 0 | 5  | 4  | +1 | 5   | Avansează în Runda eliminatorie |
| 3   | Serbia (E)     | 3  | 1 | 0 | 2 | 2  | 4  | −2 | 3   |                                 |
| 4   | Costa Rica (E) | 3  | 0 | 1 | 2 | 2  | 5  | −3 | 1   |                                 |

În runda optimilor:
- Câștigătorii Grupei E, Brazilia, au avansat pentru a juca cu locul doi din Grupa F, Mexic.
- Locul doi din Grupa E, Elveția, au avansat pentru a juca cu câștigătorii Grupei F, Suedia.

## Meciurile
Toate orele sunt listate la ora Rusiei.

### Costa Rica vs Serbia
Cele două echipe nu s-au întâlnit niciodată înainte.
| Costa Rica | 0–1    | Serbia      |
| ---------- | ------ | ----------- |
|            | Report | Kolarov 56' |

| Costa Rica | Serbia |

| GK            | 1  | Keylor Navas       |     |     |
| SW            | 3  | Giancarlo González |     |     |
| CB            | 2  | Johnny Acosta      |     |     |
| CB            | 6  | Óscar Duarte       |     |     |
| RWB           | 16 | Cristian Gamboa    |     |     |
| LWB           | 15 | Francisco Calvo    | 22' |     |
| CM            | 20 | David Guzmán       | 56' | 73' |
| CM            | 5  | Celso Borges       |     |     |
| RW            | 11 | Johan Venegas      |     | 60' |
| LW            | 10 | Bryan Ruiz (c)     |     |     |
| CF            | 21 | Marco Ureña        |     | 66' |
| Schimbări:    |    |                    |     |     |
| MF            | 7  | Christian Bolaños  |     | 60' |
| FW            | 12 | Joel Campbell      |     | 66' |
| MF            | 9  | Daniel Colindres   |     | 73' |
| Manager:      |    |                    |     |     |
| Óscar Ramírez |    |                    |     |     |

| GK              | 1  | Vladimir Stojković      |       |     |
| RB              | 6  | Branislav Ivanović      | 59'   |     |
| CB              | 15 | Nikola Milenković       |       |     |
| CB              | 3  | Duško Tošić             |       |     |
| LB              | 11 | Aleksandar Kolarov (c)  |       |     |
| CM              | 21 | Nemanja Matić           |       |     |
| CM              | 4  | Luka Milivojević        |       |     |
| RW              | 10 | Dušan Tadić             |       | 83' |
| AM              | 20 | Sergej Milinković-Savić |       |     |
| LW              | 22 | Adem Ljajić             |       | 70' |
| CF              | 9  | Aleksandar Mitrović     |       | 90' |
| Schimbări:      |    |                         |       |     |
| MF              | 17 | Filip Kostić            |       | 70' |
| DF              | 2  | Antonio Rukavina        |       | 83' |
| FW              | 8  | Aleksandar Prijović     | 90+8' | 90' |
| Manager:        |    |                         |       |     |
| Mladen Krstajić |    |                         |       |     |

| Omul meciului: Aleksandar Kolarov (Serbia) Arbitrii asistenți: Djibril Camara (Senegal) El Hadji Samba (Senegal) Al patrulea oficial: Bamlak Tessema Weyesa (Etiopia) Al cincelea oficial: Tikhon Kalugin (Rusia) Arbitru asistent video: Clément Turpin (Franța) Arbitrii asistenți ai arbitrului video: Paweł Gil (Polonia) Cyril Gringore (Franța) Artur Soares Dias (Portugalia) |

### Brazilia vs Elveția
Cele două echipe s-au întâlnit în opt meciuri, inclusiv un joc la Campionatul Mondial de Fotbal 1950 faza grupelor, încheiat egal.
| Brazilia     | 1–1    | Elveția   |
| ------------ | ------ | --------- |
| Coutinho 20' | Report | Zuber 50' |

| Brazilia | Elveția |

| GK         | 1  | Alisson           |     |     |
| RB         | 14 | Danilo            |     |     |
| CB         | 2  | Thiago Silva      |     |     |
| CB         | 3  | Miranda           |     |     |
| LB         | 12 | Marcelo (c)       |     |     |
| CM         | 5  | Casemiro          | 47' | 60' |
| CM         | 15 | Paulinho          |     | 67' |
| RW         | 19 | Willian           |     |     |
| AM         | 11 | Philippe Coutinho |     |     |
| LW         | 10 | Neymar            |     |     |
| CF         | 9  | Gabriel Jesus     |     | 79' |
| Schimbăti: |    |                   |     |     |
| MF         | 17 | Fernandinho       |     | 60' |
| MF         | 8  | Renato Augusto    |     | 67' |
| FW         | 20 | Roberto Firmino   |     | 79' |
| Manager:   |    |                   |     |     |
| Tite       |    |                   |     |     |

| GK                | 1  | Yann Sommer              |     |     |
| RB                | 2  | Stephan Lichtsteiner (c) | 31' | 87' |
| CB                | 22 | Fabian Schär             | 65' |     |
| CB                | 5  | Manuel Akanji            |     |     |
| LB                | 13 | Ricardo Rodríguez        | 68' | 71' |
| CM                | 11 | Valon Behrami            |     |     |
| CM                | 10 | Granit Xhaka             |     |     |
| RW                | 23 | Xherdan Shaqiri          |     |     |
| AM                | 15 | Blerim Džemaili          |     |     |
| LW                | 14 | Steven Zuber             |     |     |
| CF                | 9  | Haris Seferović          |     | 80' |
| Schimbări:        |    |                          |     |     |
| MF                | 17 | Denis Zakaria            |     | 71' |
| FW                | 7  | Breel Embolo             |     | 80' |
| DF                | 6  | Michael Lang             |     | 87' |
| Manager:          |    |                          |     |     |
| Vladimir Petković |    |                          |     |     |

| Omul meciului: Philippe Coutinho (Brazil) Arbitrii asistenți: Marvin Torrentera (Mexic) Miguel Hernández (Mexic) Al patrulea oficial: John Pitti (Panama) Al cincelea oficial: Gabriel Victoria (Panama) Arbitru asistent video: Paolo Valeri (Italia) Arbitrii asistenți ai arbitrului video: Mauro Vigliano (Argentina) Elenito Di Liberatore (Italia) Gianluca Rocchi (Italia) |

### Brazilia vs Costa Rica
Cele două echipe s-au întâlnit în zece meciuri, inclusiv două jocuri în faza grupelor Campionatului Mondial, în 1990 și 2002, ambele s-au încheiat cu victoriile Braziliei.
| Brazilia                    | 2–0    | Costa Rica |
| --------------------------- | ------ | ---------- |
| Coutinho 90+1' Neymar 90+7' | Report |            |

| Brazilia | Costa Rica |

| GK         | 1  | Alisson           |     |       |
| RB         | 22 | Fagner            |     |       |
| CB         | 2  | Thiago Silva (c)  |     |       |
| CB         | 3  | Miranda           |     |       |
| LB         | 12 | Marcelo           |     |       |
| CM         | 5  | Casemiro          |     |       |
| CM         | 15 | Paulinho          |     | 68'   |
| RW         | 19 | Willian           |     | 46'   |
| AM         | 11 | Philippe Coutinho | 81' |       |
| LW         | 10 | Neymar            | 81' |       |
| CF         | 9  | Gabriel Jesus     |     | 90+3' |
| Schimbări: |    |                   |     |       |
| FW         | 7  | Douglas Costa     |     | 46'   |
| FW         | 20 | Roberto Firmino   |     | 68'   |
| MF         | 17 | Fernandinho       |     | 90+3' |
| Manager:   |    |                   |     |       |
| Tite       |    |                   |     |       |

| GK            | 1  | Keylor Navas       |     |     |
| SW            | 2  | Johnny Acosta      | 84' |     |
| CB            | 3  | Giancarlo González |     |     |
| CB            | 6  | Óscar Duarte       |     |     |
| RWB           | 16 | Cristian Gamboa    |     | 75' |
| LWB           | 8  | Bryan Oviedo       |     |     |
| CM            | 20 | David Guzmán       |     | 83' |
| CM            | 5  | Celso Borges       |     |     |
| RW            | 11 | Johan Venegas      |     |     |
| LW            | 10 | Bryan Ruiz (c)     |     |     |
| CF            | 21 | Marco Ureña        |     | 54' |
| Schimbări:    |    |                    |     |     |
| MF            | 7  | Christian Bolaños  |     | 54' |
| DF            | 15 | Francisco Calvo    |     | 75' |
| MF            | 17 | Yeltsin Tejeda     |     | 83' |
| Manager:      |    |                    |     |     |
| Óscar Ramírez |    |                    |     |     |

| Omul meciului: Philippe Coutinho (Brazilia) Arbitrii asistenți: Sander van Roekel (Olanda) Erwin Zeinstra (Olanda) Al patrulea oficial: Damir Skomina (Slovenia) Al cincelea oficial: Jure Praprotnik (Slovenia) Arbitru asistent video: Danny Makkelie (Olanda) Arbitrii asistenți ai arbitrului video: Artur Soares Dias (Portugalia) Joe Fletcher (Canada) Mark Geiger (Statele Unite) |

### Serbia vs Elveția
Cele două echipe nu s-au întâlnit niciodată. Jucând ca Iugoslavia, cele două echipe s-au întâlnit de 13 ori, inclusiv un joc la Campionatul Mondial de Fotbal 1950 faza grupelor, o victorie 3–0 pentru Iugoslavia.
| Serbia      | 1–2    | Elveția               |
| ----------- | ------ | --------------------- |
| Mitrović 5' | Report | Xhaka 52' Shaqiri 90' |

| Serbia | Elveția |

| GK              | 1  | Vladimir Stojković      |       |     |
| RB              | 6  | Branislav Ivanović      |       |     |
| CB              | 15 | Nikola Milenković       |       |     |
| CB              | 3  | Duško Tošić             |       |     |
| LB              | 11 | Aleksandar Kolarov (c)  |       |     |
| CM              | 21 | Nemanja Matić           | 45+2' |     |
| CM              | 4  | Luka Milivojević        | 39'   | 81' |
| RW              | 10 | Dušan Tadić             |       |     |
| AM              | 20 | Sergej Milinković-Savić | 34'   |     |
| LW              | 17 | Filip Kostić            |       | 64' |
| CF              | 9  | Aleksandar Mitrović     | 87'   |     |
| Schimbări:      |    |                         |       |     |
| MF              | 22 | Adem Ljajić             |       | 64' |
| FW              | 18 | Nemanja Radonjić        |       | 81' |
| Manager:        |    |                         |       |     |
| Mladen Krstajić |    |                         |       |     |

| GK                | 1  | Yann Sommer              |       |       |
| RB                | 2  | Stephan Lichtsteiner (c) |       |       |
| CB                | 22 | Fabian Schär             |       |       |
| CB                | 5  | Manuel Akanji            |       |       |
| LB                | 13 | Ricardo Rodríguez        |       |       |
| CM                | 11 | Valon Behrami            |       |       |
| CM                | 10 | Granit Xhaka             |       |       |
| RW                | 23 | Xherdan Shaqiri          | 90+1' |       |
| AM                | 15 | Blerim Džemaili          |       | 73'   |
| LW                | 14 | Steven Zuber             |       | 90+4' |
| CF                | 9  | Haris Seferović          |       | 46'   |
| Schimbări:        |    |                          |       |       |
| FW                | 18 | Mario Gavranović         |       | 46'   |
| FW                | 7  | Breel Embolo             |       | 73'   |
| FW                | 19 | Josip Drmić              |       | 90+4' |
| Manager:          |    |                          |       |       |
| Vladimir Petković |    |                          |       |       |

| Omul meciului: Xherdan Shaqiri (Elveția) Arbitrii asistenți: Mark Borsch (Germania) Stefan Lupp (Germania) Al patrulea oficial: Nawaf Shukralla (Bahrain) Al cincilea oficial: Yaser Tulefat (Bahrain) Arbitriu asistent video: Felix Zwayer (Germania) Arbitrii asistenți ai arbitrului video: Bastian Dankert (Germania) Carlos Astroza (Chile) Clément Turpin (Franța) |

### Serbia vs Brazilia
Cele două echipe s-au întâlnit o dată, un meci amical în 2014, câștigat de Brazilia cu 1-0. Jucând ca Iugoslavia, cele două echipe s-au întâlnit de 18 ori, inclusiv de patru ori în etapele de grupă ale Campionatului Mondial de Fotbal 1930, 1950, 1954 și 1974, cu o victorie fiecare și două egaluri.
| Serbia | 0-2    | Brazilia                      |
| ------ | ------ | ----------------------------- |
|        | Report | Paulinho 36' Thiago Silva 68' |

| Serbia | Brazil |

| GK              | 1  | Vladimir Stojković      |     |     |
| RB              | 2  | Antonio Rukavina        |     |     |
| CB              | 15 | Nikola Milenković       |     |     |
| CB              | 13 | Miloš Veljković         |     |     |
| LB              | 11 | Aleksandar Kolarov (c)  |     |     |
| CM              | 21 | Nemanja Matić           | 48' |     |
| CM              | 20 | Sergej Milinković-Savić |     |     |
| RW              | 10 | Dušan Tadić             |     |     |
| AM              | 22 | Adem Ljajić             | 33' | 75' |
| LW              | 17 | Filip Kostić            |     | 82' |
| CF              | 9  | Aleksandar Mitrović     | 71' | 89' |
| Schimbări:      |    |                         |     |     |
| MF              | 7  | Andrija Živković        |     | 75' |
| FW              | 18 | Nemanja Radonjić        |     | 82' |
| FW              | 19 | Luka Jović              |     | 89' |
| Manager:        |    |                         |     |     |
| Mladen Krstajić |    |                         |     |     |

| GK         | 1  | Alisson           |     |     |
| RB         | 22 | Fagner            |     |     |
| CB         | 2  | Thiago Silva      |     |     |
| CB         | 3  | Miranda (c)       |     |     |
| LB         | 12 | Marcelo           | 10' |     |
| CM         | 15 | Paulinho          |     | 66' |
| CM         | 5  | Casemiro          |     |     |
| RW         | 19 | Willian           |     |     |
| AM         | 11 | Philippe Coutinho |     | 80' |
| LW         | 10 | Neymar            |     |     |
| CF         | 9  | Gabriel Jesus     |     |     |
| Schimbări: |    |                   |     |     |
| DF         | 6  | Filipe Luís       |     | 10' |
| MF         | 17 | Fernandinho       |     | 66' |
| MF         | 8  | Renato Augusto    |     | 80' |
| Manager:   |    |                   |     |     |
| Tite       |    |                   |     |     |

| Omul meciului: Paulinho (Brazilia) Arbitrii asistenți: Reza Sokhandan (Iran) Mohammadreza Mansouri (Iran) Al patrulea oficial: Nawaf Shukralla (Bahrain) Al cincilea oficial: Anouar Hmila (Tunisia) Arbitriu asistent video: Massimiliano Irrati (Italia) Arbitrii asistenți ai arbitrului video: Paweł Gil (Polonia) Paweł Sokolnicki (Polonia) Paolo Valeri (Italia) |

### Elveția vs Costa Rica
Cele două echipe s-au confruntat de două ori, cel mai recent într-un amical în 2010, câștigat de Costa Rica cu 1-0.
| Elveția                | 2-2    | Costa Rica            |
| ---------------------- | ------ | --------------------- |
| Džemaili 31' Drmić 88' | Report | Waston 56' Ruiz 90+3' |

| Switzerland | Costa Rica |

| GK                | 1  | Yann Sommer              |     |     |
| RB                | 2  | Stephan Lichtsteiner (c) | 37' |     |
| CB                | 22 | Fabian Schär             | 83' |     |
| CB                | 5  | Manuel Akanji            |     |     |
| LB                | 13 | Ricardo Rodríguez        |     |     |
| CM                | 11 | Valon Behrami            |     | 60' |
| CM                | 10 | Granit Xhaka             |     |     |
| RW                | 23 | Xherdan Shaqiri          |     | 81' |
| AM                | 15 | Blerim Džemaili          |     |     |
| LW                | 7  | Breel Embolo             |     |     |
| CF                | 18 | Mario Gavranović         |     | 69' |
| Schimbări:        |    |                          |     |     |
| MF                | 17 | Denis Zakaria            | 75' | 60' |
| FW                | 19 | Josip Drmić              |     | 69' |
| DF                | 6  | Michael Lang             |     | 81' |
| Manager:          |    |                          |     |     |
| Vladimir Petković |    |                          |     |     |

| GK            | 1  | Keylor Navas       |     |       |
| SW            | 3  | Giancarlo González |     |       |
| CB            | 2  | Johnny Acosta      |     |       |
| CB            | 19 | Kendall Waston     | 89' |       |
| RWB           | 16 | Cristian Gamboa    | 12' | 90+3' |
| LWB           | 8  | Bryan Oviedo       |     |       |
| CM            | 5  | Celso Borges       |     |       |
| CM            | 20 | David Guzmán       |     | 90+1' |
| RW            | 9  | Daniel Colindres   |     | 81'   |
| LW            | 10 | Bryan Ruiz (c)     |     |       |
| CF            | 12 | Joel Campbell      | 30' |       |
| Schimbări:    |    |                    |     |       |
| MF            | 13 | Rodney Wallace     |     | 81'   |
| MF            | 14 | Randall Azofeifa   |     | 90+1' |
| DF            | 4  | Ian Smith          |     | 90+3' |
| Manager:      |    |                    |     |       |
| Óscar Ramírez |    |                    |     |       |

| Omul meciului: Blerim Džemaili (Elveția) Arbitrii asistenți: Nicolas Danos (Franța) Cyril Gringore (Franța) Al patrulea oficial: Norbert Hauata (Tahiti) Al cincilea oficial: Bertrand Brial (Noua Caledonie) Arbitriu asistent video: Arbitrii asistenți ai arbitrului video: |

## Disciplină
Puncte de fair-play, care sunt folosite ca tie-break în cazul în care înregistrările generale și cap-la-cap ale echipelor sunt egale, sunt calculate pe baza cartonașelor galbene și roșii primite în toate meciurile din grupă după cum urmează: 
- Primul cartonaș galben: minus 1 punct;
- Indirect cartonaș roșu (al doilea cartonaș galben): minus 3 puncte;
- Cartonaș roșu direct: minus 4 puncte;
- Cartonaș galben și un cartonaș roșu direct: minus 5 puncte;

Doar una dintre penalizările de mai sus se aplică unui jucător într-un singur meci.
| Echipa     | Meciul 1        | Meciul 1                               | Meciul 1      | Meciul 1                        | Meciul 2        | Meciul 2                               | Meciul 2      | Meciul 2                        | Meciul 3        | Meciul 3                               | Meciul 3      | Meciul 3                        | Puncte |
| Echipa     | Cartonaș galben | Cartonaș galben · Cartonaș galben-roșu | Cartonaș roșu | Cartonaș galben · Cartonaș roșu | Cartonaș galben | Cartonaș galben · Cartonaș galben-roșu | Cartonaș roșu | Cartonaș galben · Cartonaș roșu | Cartonaș galben | Cartonaș galben · Cartonaș galben-roșu | Cartonaș roșu | Cartonaș galben · Cartonaș roșu | Puncte |
| ---------- | --------------- | -------------------------------------- | ------------- | ------------------------------- | --------------- | -------------------------------------- | ------------- | ------------------------------- | --------------- | -------------------------------------- | ------------- | ------------------------------- | ------ |
| Brazilia   | 1               |                                        |               |                                 | 2               |                                        |               |                                 |                 |                                        |               |                                 | −3     |
| Costa Rica | 2               |                                        |               |                                 | 1               |                                        |               |                                 | 3               |                                        |               |                                 | −6     |
| Elveția    | 3               |                                        |               |                                 | 1               |                                        |               |                                 | 3               |                                        |               |                                 | −7     |
| Serbia     | 2               |                                        |               |                                 | 4               |                                        |               |                                 | 3               |                                        |               |                                 | −9     |